# تقی عسگری
تقی عسگری (زادهٔ ۱۳۰۳ در تجریش) ورزشکار و عضو پیشین تیم شیرجه ایران است. وی در بازی‌های آسیایی ۱۹۵۱ در دهلی نو توانست دو نشان نقره و برنز به دست بیاورد. او برندهٔ مدال نقرهٔ مسابقات پرش از سکوی ۱۰ متر و مدال برنز پرش از تختهٔ ۳ متر در نخستین نسخه از بازی‌های آسیایی شد. وی پس از پانزده سال در بازی‌های آسیایی ۱۹۶۶ در بانکوک نیز شرکت کرد و هفتم شد. از وی به عنوان پدر شیرجهٔ ایران یاد می‌کنند.
عسگری در ۱۳۲۳، نایب قهرمان ایران شد و پس از آن تا سال ۱۳۴۴ در یازده دورهٔ مسابقات قهرمانی ایران شرکت کرد و در مجموع ۹ قهرمانی و ۲ نایب قهرمانی کسب کرد. عسگری در سال ۱۳۴۴ و در ۴۱ سالگی در مسابقات قهرمانی کشور شرکت کرد و پس از قهرمانی در این رقابت‌ها از مسابقات خداحافظی کرد. او در ۱۳۴۹ مربی تیم ملی شیرجهٔ ایران شد و تا ۱۳۶۳ در این سمت فعالیت کرد. وی از ۱۳۶۵ تا ۱۳۶۷ نیز رئیس کمیتهٔ شیرجهٔ فدراسیون شنای ایران بوده‌است. وی به عنوان مسئول کمیتهٔ عمران فدراسیون شنا، شیرجه و واترپلوی ایران فعالیت می‌کند.
تقی عسگری در آستانه ۱۰۰ سالگی برای حضور در مسابقات بین‌المللی قهرمانی ورزش‌های آبی جهان فینا ۲۰۲۴ که در دوحه برگزار می‌شود به تخته پرش بازگشت.